# Kanton 10
Kanton 10 (srbochorvatsky Kanton 10), v chorvatském prostředí známý též jako Hercegbosenská župa (chorvatsky Hercegbosanska županija), je jedním z deseti kantonů Federace Bosny a Hercegoviny v Bosně a Hercegovině.
Vzhledem k tomu, že po vzniku Federace Bosny a Hercegoviny roku 1994 mezi představiteli Chorvatů a Bosňáků nedošlo ke shodě ohledně pojmenování této samosprávné jednotky, začalo se používat neutrální označení Kanton 10, kolokviálně též Livenský kanton. Chorvaté, kteří v regionu tvoří výraznou většinu, ale začali jednostranně preferovat jméno Hercegbosenská župa. Federální orgány se i nadále důsledně přidržují neutrálního značení, kantonální úřady setrvale užívají vlastní pojmenování, které se promítlo i do znění regionální ústavy a dalších zákonů a nařízení.

## Charakter kantonu
Hlavním městem Kantonu 10 je malé město Livno, ležící na silnici mezi Splitem v Chorvatsku a Bugojnem v Bosně a Hercegovině. Parlament kantonu nicméně sídlí v Tomislavgradu. Většina území je hornatá, avšak ne tolik jako zbytek země; pro zemědělství je vhodná rovina Livanjsko Polje, rozkládající se od hlavního města Livna na severozápad. Mezi obyvateli kantonu dnes dominují Chorvati, avšak před rozpadem Jugoslávie zde v hojném počtu žili také Srbové. Není zde železnice, jedinou důležitější silnicí je ta již zmíněná, spojující Split s Bugojnem.

## Obyvatelstvo
Podle sčítání lidu z roku 1991 žilo v kantonu 115 682 lidí. Chorvati tvořili 51,5 %, Srbové 35,7 % a bosenští Muslimové 10,4 % populace. Chorvati žili v drtivé většině v jihovýchodní části kantonu (Livno, Kupres, Tomislavgrad), zatímco Srbové v severozápadní (Grahovo, Glamoč, Drvar). Během války (1992–1995) došlo k výrazné migraci obyvatelstva. V roce 1992 dobyly srbské síly Kupres a okolí a odtlačily většinu nesrbské populace. Chorvati se vrátili na konci roku 1994 poté, co jejich síly znovu dobyly Kupres. Poté, co chorvatské síly dobyly Grahovo, Glamoč a Drvar v létě a na podzim roku 1995, uprchlo 12 000 až 14 000 Srbů do Banja Luky. Uprchlí Chorvaté z jiných částí Bosny a Hercegoviny (prchající před srbskými nebo bosňáckými silami) se usadili v opuštěné oblasti dříve obývané Srby. Po válce se srbští uprchlíci pod tlakem OSN a mírových realizačních sil vrátili do svých domovů.
V roce 2013 tvořilo obyvatelstvo Kantonu přibližně 77 % Chorvatů, 13 % Srbů a 9,6 % Bosňáků; všechna ostatní etnika dohromady tvořila zbývajících <0,4 %. Kanton 10 měl největší podíl etnických Srbů ve Federaci Bosny a Hercegoviny. Jejich počet však od konce bosenské války neustále klesá.

### Sčítání 1991
| Opčina           | Národnost | Národnost | Národnost | Národnost | Národnost | Národnost | Národnost | Národnost | Celkem  |
| Opčina           | Chorvati  | %         | Srbové    | %         | Muslimové | %         | Ostatní   | %         | Celkem  |
| ---------------- | --------- | --------- | --------- | --------- | --------- | --------- | --------- | --------- | ------- |
| Livno            | 29 324    | 72,22     | 3 913     | 9,63      | 5 793     | 14,26     | 1 570     | 3,87      | 40 600  |
| Tomislavgrad     | 25 976    | 86,56     | 576       | 1,91      | 3 148     | 10,49     | 309       | 1,02      | 30 009  |
| Glamoč           | 184       | 1,46      | 9 951     | 79,02     | 2 257     | 17,92     | 201       | 1,58      | 12 593  |
| Kupres           | 3 812     | 43,19     | 4 081     | 46,23     | 802       | 9,08      | 131       | 1,47      | 8 826   |
| Bosansko Grahovo | 226       | 2,71      | 7 888     | 94,91     | 12        | 0,14      | 185       | 2,22      | 8 311   |
| Drvar            | 31        | 0,20      | 14 846    | 96,76     | 29        | 0,18      | 437       | 2,86      | 15 343  |
| Kanton           | 59 553    | 51,48     | 41 255    | 35,66     | 12 041    | 10,41     | 2 833     | 2,45      | 115 682 |

### Sčítání 2013 ´
| Opčina           | Národnost | Národnost | Národnost | Národnost | Národnost | Národnost | Národnost | Národnost | Celkem |
| Opčina           | Chorvati  | %         | Srbové    | %         | Bosňáci   | %         | Ostatní   | %         | Celkem |
| ---------------- | --------- | --------- | --------- | --------- | --------- | --------- | --------- | --------- | ------ |
| Livno            | 29 273    | 85,76     | 438       | 1,28      | 4 047     | 11,85     | 216       | 0,63      | 34 133 |
| Tomislavgrad     | 29 006    | 91,81     | 22        | 0,06      | 2 467     | 7,80      | 30        | 0,09      | 31 592 |
| Glamoč           | 906       | 23,47     | 1 679     | 43,49     | 1 251     | 32,40     | 13        | 0,33      | 3 860  |
| Kupres           | 4 474     | 88,47     | 318       | 6,28      | 255       | 5,04      | 5         | 0,09      | 5 057  |
| Bosansko Grahovo | 393       | 16,04     | 2 028     | 82,80     | 6         | 0,24      | 10        | 0,40      | 2 449  |
| Drvar            | 552       | 7,85      | 6 420     | 91,24     | 11        | 0,15      | 24        | 0,34      | 7 036  |
| Kanton           | 64 604    | 76,79     | 10 905    | 12,96     | 8 037     | 9,55      | 581       | 0,69      | 84 127 |